# Margarete Wittber
Margarete Wittber (* 19. Juni 1898 in Leipzig; † 1964) war eine deutsche Lehrerin und Schriftstellerin. 

## Leben
Margarete Wittber, die als Lehrerin in Lobstädt tätig war, hat vor allem Jugendbücher geschrieben. Ihre ersten drei Jugendbücher brachte der Franz Schneider Verlag heraus: 1932 veröffentlichte sie Len weiß nicht, was sie will und im Jahr darauf dessen Fortsetzung Len weiß nun, was sie will. 1934 folgte Heinz der Klassenhäuptling. Ihr letztes Werk vor Beginn des Zweiten Weltkriegs war die Geschichtensammlung Die Kinder vom Elefantenhaus (1935).
In der DDR konnte sie in der zweiten Hälfte der 1950er Jahre nochmals einige Werke bei der Evangelischen Verlagsanstalt veröffentlichen, darunter auch ihr letztes Werk, den Roman Die selige Else in Zunschwitz (1957). 
1964 nahm sich Margarete Wittber, möglicherweise aufgrund drohender Blindheit, das Leben.

## Werke
- Len weiß nicht, was sie will, mit Buchschmuck von Fried Wittber, Franz Schneider, Leipzig 1932 (mehrere Auflagen bis 1940)
- Len weiß nun, was sie will, mit Buchschmuck von Käte Bernhardt, Franz Schneider, Leipzig 1933
- Heinz der Klassenhäuptling, Franz Schneider, Leipzig 1934 (mehrere Auflagen bis 1940)
- Die Kinder vom Elefantenhaus, mit Bildern von Lotte Oldenburg, Enßlin & Laiblin, Reutlingen 1935 (Neuausgabe unter dem Titel Das Elefantenhaus. Geschichten für junge Leser, Evangelische Verlagsanstalt, Berlin 1956)
- Der Bankert. Geschichte des Bildschnitzers Georg Hübner, Evangelische Verlagsanstalt, Berlin 1957 (3. Auflage Evangelische Verlagsanstalt, Berlin 1962)
- Die selige Else in Zunschwitz. Nichts ist zu heilig, dem Menschen zu helfen, Evangelische Verlagsanstalt, Berlin 1957 (3. Auflage Evangelische Verlagsanstalt, Berlin 1960)

Außerdem gab sie 1959 aus dem Nachlass von Alfred Wittber dessen Betrachtung Ritter trotz Tod und Teufel. Protestantisches zu Albrecht Dürers Kupferstich in der Evangelischen Verlags-Anstalt, Berlin, heraus. 